# Gunillaea
- Commons
- Wikispecies

Gunillaea é um gênero botânico pertencente à família Campanulaceae.